# Modellerne (film)
|  | Denne artikel er oprettet af botten PalnaBot ud fra en ekstern database. Den kan derfor have sproglige fejl eller mangler. Denne skabelon kan fjernes efter kontrol af indholdet. |

Modellerne er en film instrueret af Lizzie Corfixen efter manuskript af Ditte Maria.

## Handling
For mange piger står det som en drøm at blive model. Det store eventyr med rejser og berømmelse, de tilsyneladende lettjente penge og et let og ubesværet liv i luksus og skønhed. Filmen er en skildring af modellens arbejdsdag i mode- og reklamebranchen og af de mennesker, hun beskæftiger sig med gennem sit daglige arbejde. Man oplever de krav, der stilles til hende som model og kønsideal, og hvilken påvirkning det har på hende, at arbejdet som model er tidsbegrænset. Efter nogle hektiske år må hun se sig om efter en anden levevej.